# Tick Tock (Marija Jaremčuk)

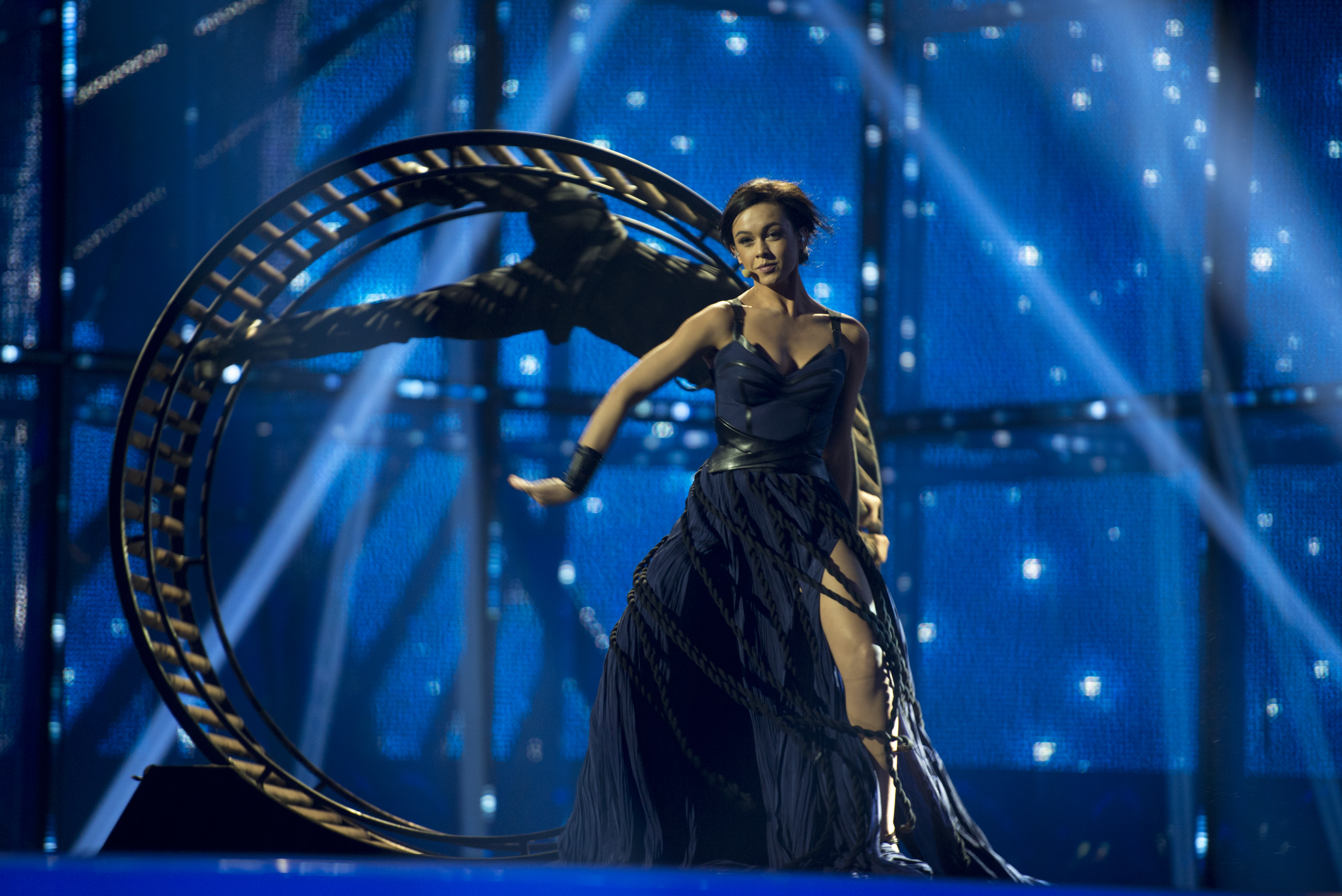
Marija Jaremčuk durante l'esecuzione del brano all'Eurovision Song Contest 2014

Tick Tock, accreditato anche come Tick-Tock, è un singolo della cantante ucraina-hutsuli Marija Jaremčuk, pubblicato il 16 aprile 2014 dall'etichetta CAP-Sounds.
Dopo aver vinto l'apposita selezione nazionale il brano ha rappresentato l'Ucraina all'Eurovision Song Contest 2014, classificandosi al 6º posto nella finale dell'evento.

## Tracce
Testi di Marija Jaremčuk e Sandra Bjurman, musiche di Marija Jaremčuk.
1. Tick Tock – 3:00